# Power Play (1978)
Power Play es un largometraje canadiense-británico. El thriller político del director y guionista canadiense Martyn Burke se produjo en 1977 y se estrenó por primera vez en 1978 en el Festival Internacional de Cine de Montreal. Originalmente el título de trabajo de la película era Coup d'Etat; en España la película se proyectó bajo el título Asalto al Poder. En 1979 la película se llamó El juego del poder en Colombia y Golpe de Estado en Portugal. Los actores principales son Peter O'Toole, David Hemmings, Donald Pleasence y Barry Morse. La película fue producida por Christopher Dalton y David Hemmings (coproductor). Solo en el DVD Alain Delon es nombrado productor. (Con 91 minutos, la versión de la película vendida en DVD en España es más corta que la original.)

## Sinopsis
El coronel Narriman espera su próximo retiro, sin embargo, Rousseau (el antiguo maestro de Narriman en la academia militar) le pide que no abandone el ejército. Rousseau quiere que Narriman organice un Golpe de Estado contra el gobierno corrupto de la república. Además los vecinos de Narriman le piden que rescate a su hija, que fue arrestada por el servicio secreto. Incapaz de evitar su muerte, Narriman está de acuerdo con la idea de Rousseau. Junto con el coronel Kasai, los conspiradores consiguen más oficiales (la mayoría son coroneles) para su causa - por último, también el arrogante comandante del tanque, el coronel Zeller. Zeller ya ha pensado en un golpe y quiere convertirse en el nuevo ministro de Defensa. Las reuniones de oficiales que de otra manera nunca se ven juntos alertan al jefe de inteligencia. El jefe también descubrió una relación entre Zeller y la esposa de Rousseau, sin embargo, ya no puede evitar el golpe. El golpe (Operación "Aurora") tiene éxito, pero - sorprendentemente - el coronel Zeller toma el poder. Zeller hace arrestar y fusilar a Narriman, junto con el expresidente y el jefe de inteligencia. Rousseau se ve obligado a trabajar como ministro de Zeller. Kasai logra escapar al extranjero.

## Reparto y Doblaje
| Rol                        | jugado por          | sincronizado por      |
| -------------------------- | ------------------- | --------------------- |
| Coronel (Anthony) Narriman | David Hemmings      | Constantino Romero    |
| Coronel Zeller             | Peter O’Toole       | Rogelio Hernández     |
| Coronel (Raymond) Kasai    | Jon Granik          | José Luis Sansalvador |
| Coronel Barrientos         | George Touliatos    | Felipe Peña           |
| Coronel Minh               | August Schellenberg | Camilo García         |
| Mayor Dominique            | Eli Rill            |                       |
| Mayor Anwar                | Harvey Atkin        | Francisco Garriga     |
| Mayor Aramco               | Gary Reineke        |                       |
| Capitán Hillsman           | Chuck Shamata       | Salvador Vidal        |
| Dr. (Jean) Rousseau        | Barry Morse         | Luis Posada Mendoza   |

| Rol                                           | jugado por          | sincronizado por   |
| --------------------------------------------- | ------------------- | ------------------ |
| Blair, el jefe de inteligencia                | Donald Pleasence    | Joaquín Díaz       |
| Presidente de la República                    | Robert Goodier      | Joan Borràs        |
| Coronel Stauffenberg                          | Doug Lennox         | José María Alarcón |
| Coronel Kirov (en los créditos Coronel Lucas) | George R. Robertson |                    |
| Comandante de tanque (Capitán)                | John Bayliss        |                    |
| Asistente de Blair                            | David Calderisi     |                    |
| Fotógrafo                                     | Eugène Amodeo       |                    |

| Rol                           | jugado por           | sincronizado por       |
| ----------------------------- | -------------------- | ---------------------- |
| Donna, la hija de los vecinos | Alberta Watson       | María Jesús Lleonhart  |
| Marie, la hija de Narriman    | Bridget McCann       |                        |
| Esposa de Rousseau            | Marcella Saint-Amant | Rosa Guiñón            |
| Conserje                      | Peter Sturgess       | Vicens Manuel Doménech |

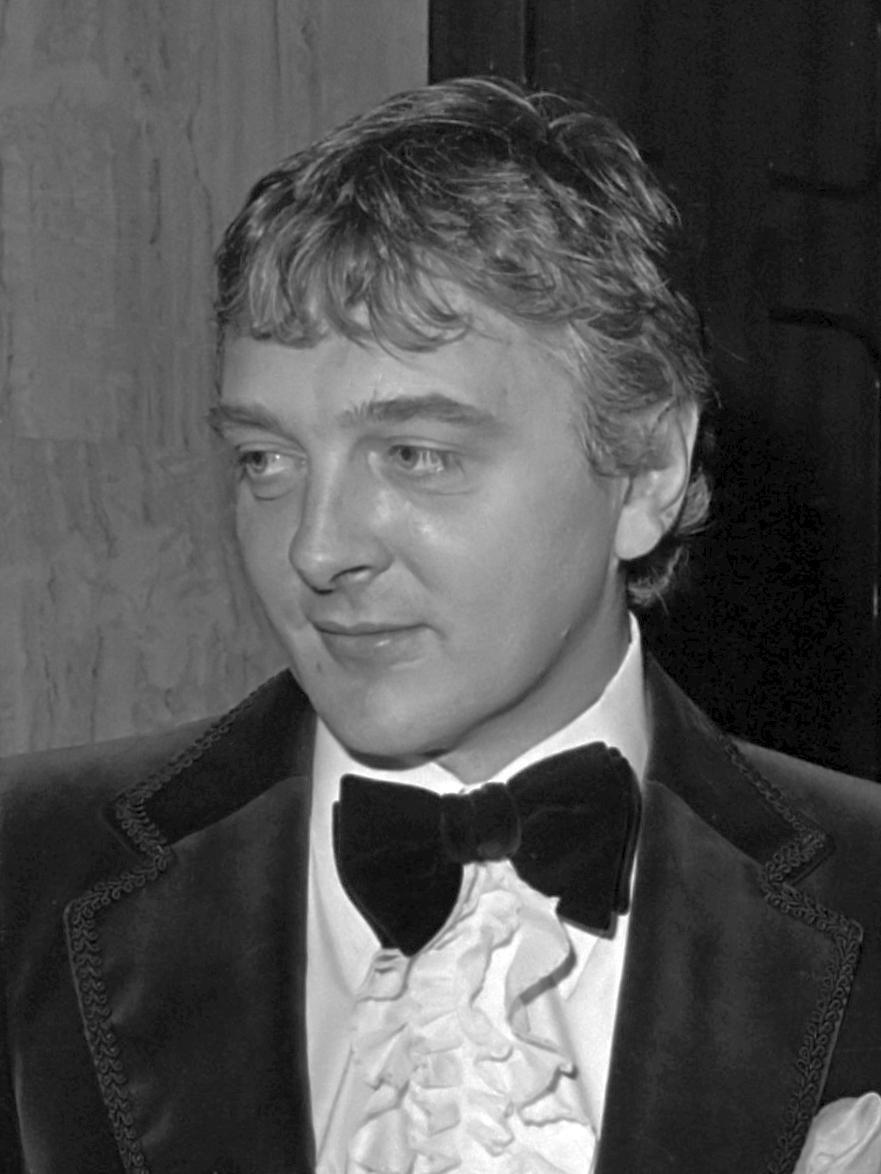
Actor principal y coproductor: David Hemmings (Coronel Narriman)

Al comienzo de la película, en un pequeño rol el presentador de televisión estadounidense Dick Cavett se interpreta a sí mismo. Michael Ironside también tiene un pequeño rol secundario. Ironside encarna a un agente del servicio secreto que primero tortura a Donna y luego a Barrientos. Pero Ironside no dice una palabra y no aparece en los créditos.

## Producción

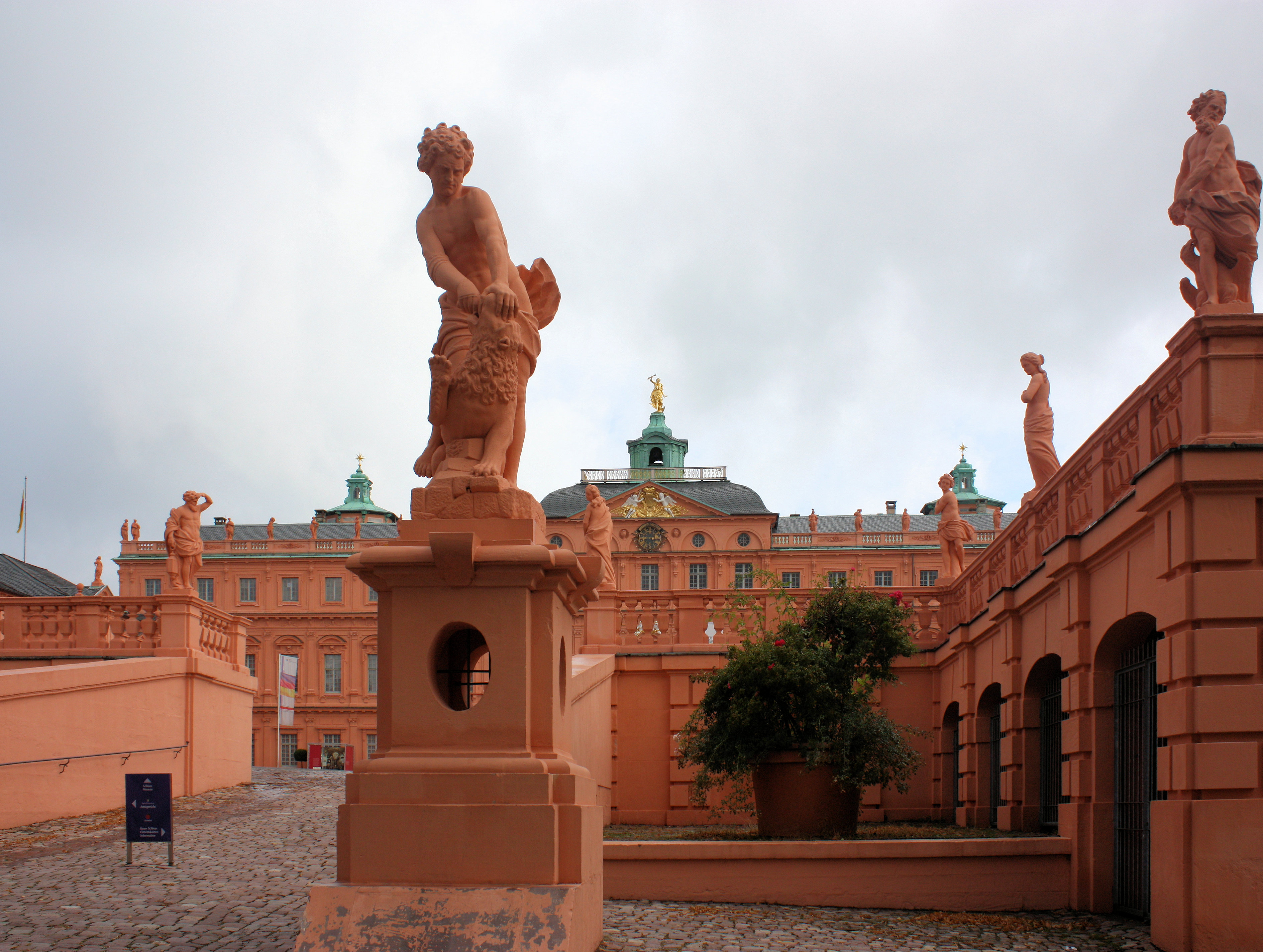
El Palacio de Rastatt sirvió de telón de fondo para el disputado palacio presidencial.

Martyn Burke ganó un premio Canadian Movie Award por su guion. Según los créditos iniciales, la historia de la película fue sugerida por el manual Coup d'État – A Practical Handbook de Edward Luttwak del año 1968. Sin embargo, en la película los coroneles también discuten sobre posteriores intentos de golpe - por ejemplo la Operación Buraq en Marruecos en 1972 y el Tanquetazo en Chile en 1973. El líder golpista marroquí parecía haber seguido el libro de Luttwak, pero especialmente su intento de golpe es un ejemplo de fracaso a pesar del libro (o tal vez debido al libro). No fue hasta 1979 que apareció una nueva edición del manual de Luttwak, en la que él lo comentaba. La película de Burke aparentemente tuvo más éxito que el libro de Luttwak: Según el historiador nigeriano Nowa Omoigui, en 1985 la película "Power Play" se convirtió en una guía para los golpistas que derrocaron al gobierno nigeriano. (Como beneficio adicional de la película, en el DVD hay un comentario de audio de Martyn Burke sobre los condiciones y requisitos previos para un golpe exitoso.)
No se indica expresamente cuál es el nombre de la república ni dónde está ubicada. Según diferentes interpretaciones (y debido a los actores y lugares europeos y norteamericanos), la república se encuentra en el norte de Europa, Europa central o el sur de Europa - o en Norteamérica, Centroamérica o Sudamérica. La película se rodó (en estudios cinematográficos) en Toronto, en la Base de la Fuerza Aérea Canadiense Camp Borden y con tropas canadienses en las ciudades de Lahr y Rastatt, en (el suroeste de) Alemania. (Las insignias de rango de las tropas de la república ficticia son similares a las insignias de rango de las fuerzas armadas canadienses.) Políticamente, los eventos se adaptan mejor a América del Sur. Si bien se establecieron muchas dictaduras militares en América del Sur en la década de 1970, las dictaduras militares en el sur de Europa se superaron en la misma década. (Por ejemplo, en Bolivia hubo 13 intentos de golpe entre 1971 y 1978.)